# Culey
Pour l’article homonyme, voir Culey-le-Patry.
Culey est une commune française située dans le département de la Meuse, en région Grand Est.

## Géographie

### Localisation
| Resson  | Loisey  | Loisey               |
| Silmont | Culey   | Loisey               |
| Silmont | Silmont | Tronville-en-Barrois |

### Géologie et relief
La commune se compose de 493,17 hectares de territoires agricoles (44,75 %) et 609,31 hectares de forêts et milieux semi-naturels (55,29 %).

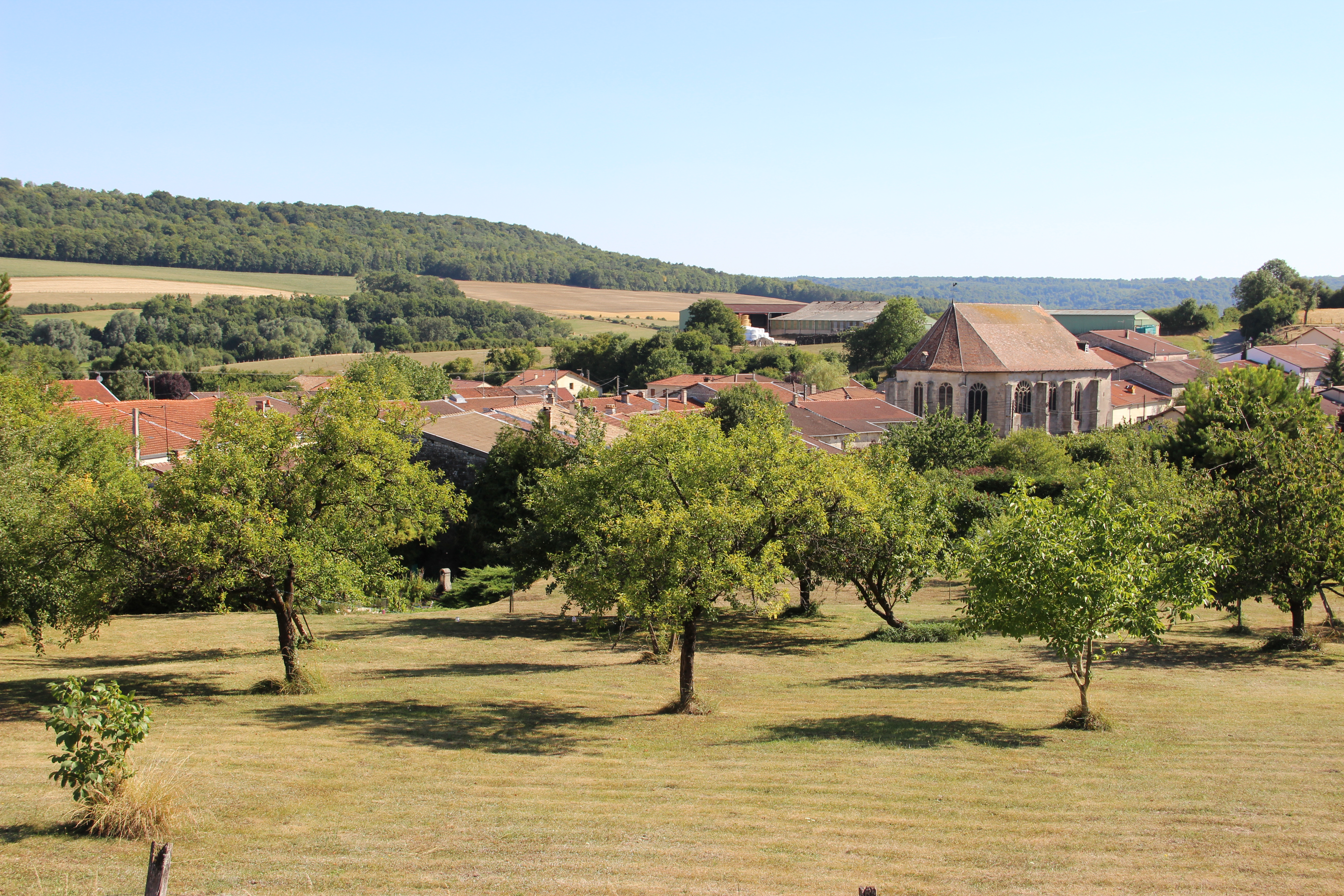
Vue du village de Culey.
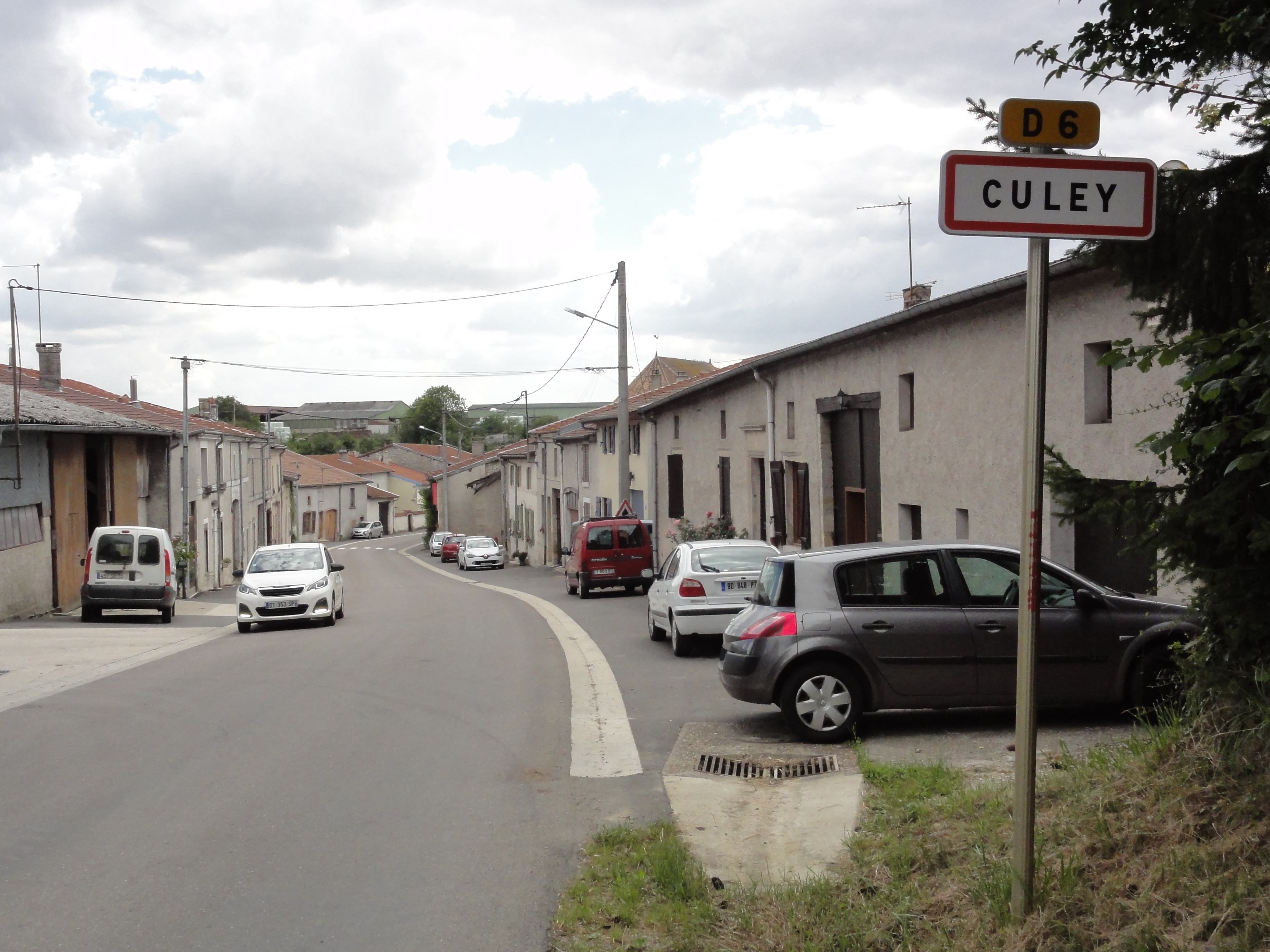
Entrée de Culey.
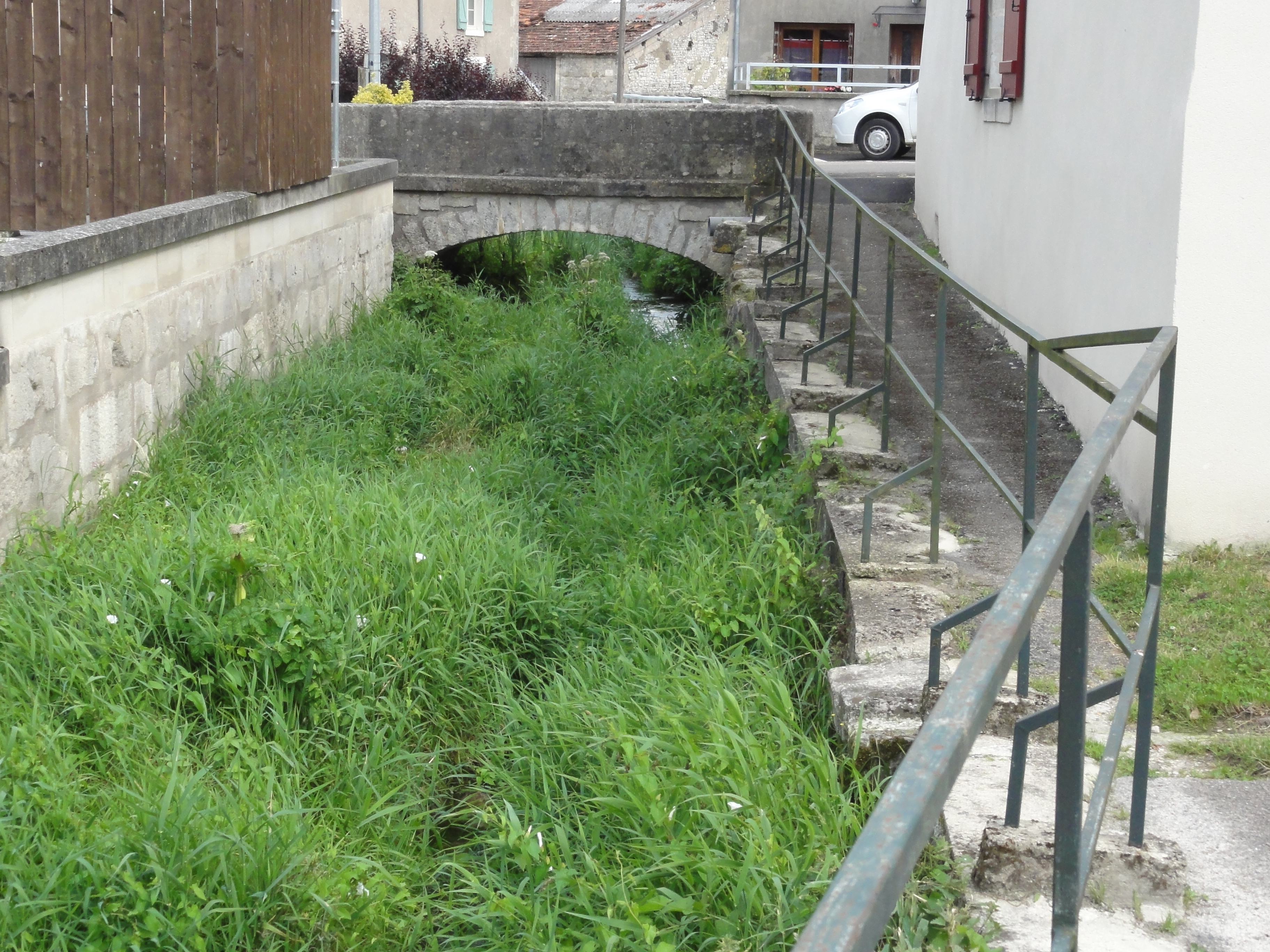
Ruisseau, rue du Lavoir.

### Hydrographie et les eaux souterraines
Hydrogéologie et climatologie : Système d’information pour la gestion des eaux souterraines en Seine-Normandie :
Territoire communal : Occupation du sol (Corinne Land Cover); Cours d'eau (BD Carthage),
Géologie : Carte géologique; Coupes géologiques et techniques,
 Hydrogéologie : Masses d'eau souterraine; BD Lisa; Cartes piézométriques.
La commune est dans la région hydrographique « la Seine de sa source au confluent de l'Oise (exclu) » au sein du bassin Seine-Normandie. Elle est drainée par le ruisseau de Culey, le Fossé 01 de Culey et divers autres petits cours d'eau,.

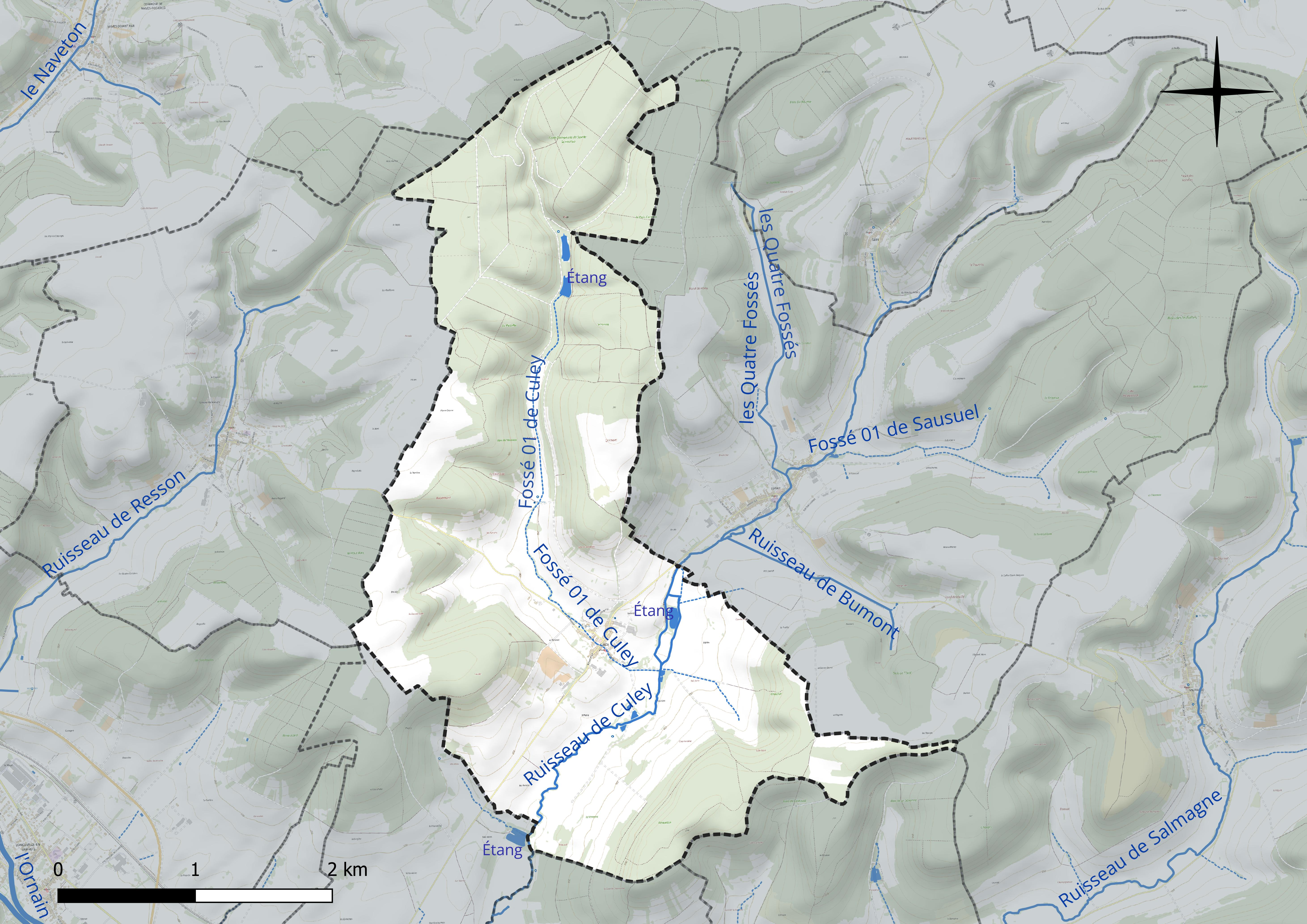
Réseau hydrographique de Culey.

Un plan d'eau complète le réseau hydrographique : l'étang (0,9 ha),.

## Urbanisme

### Typologie
Au 1er janvier 2024, Culey est catégorisée commune rurale à habitat dispersé, selon la nouvelle grille communale de densité à sept niveaux définie par l'Insee en 2022.
Elle est située hors unité urbaine. Par ailleurs la commune fait partie de l'aire d'attraction de Bar-le-Duc, dont elle est une commune de la couronne,. Cette aire, qui regroupe 86 communes, est catégorisée dans les aires de 50 000 à moins de 200 000 habitants,.

### Occupation des sols
L'occupation des sols de la commune, telle qu'elle ressort de la base de données européenne d’occupation biophysique des sols Corine Land Cover (CLC), est marquée par l'importance des forêts et milieux semi-naturels (55,2 % en 2018), en augmentation par rapport à 1990 (54,4 %). La répartition détaillée en 2018 est la suivante : 
forêts (55,2 %), terres arables (25,2 %), prairies (19,6 %). L'évolution de l’occupation des sols de la commune et de ses infrastructures peut être observée sur les différentes représentations cartographiques du territoire : la carte de Cassini (XVIIIe siècle), la carte d'état-major (1820-1866) et les cartes ou photos aériennes de l'IGN pour la période actuelle (1950 à aujourd'hui).

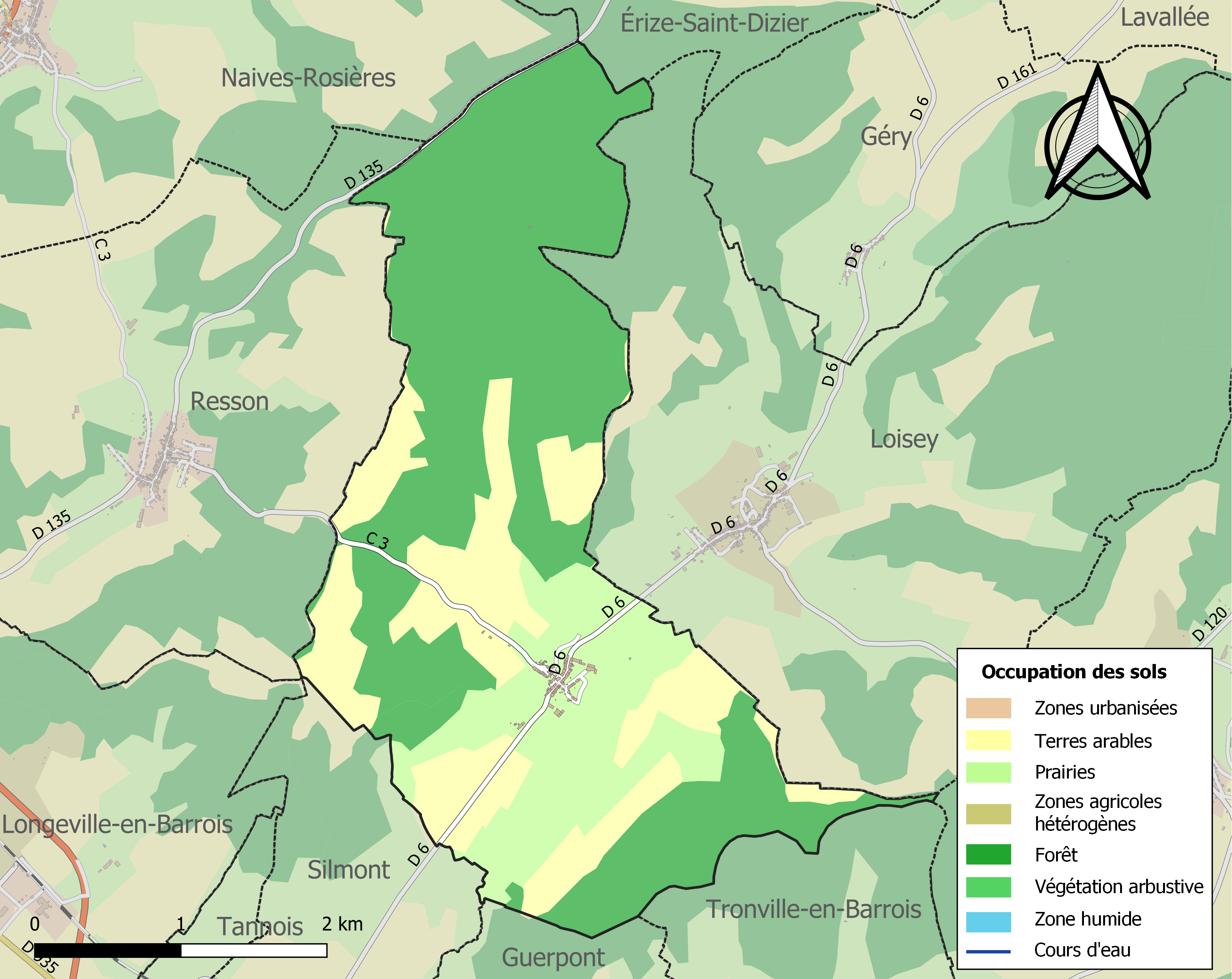
Carte des infrastructures et de l'occupation des sols de la commune en 2018 (CLC).

## Toponymie
Le nom de la localité est attesté sous les formes Quala (709) ; Cula (1106) ; Culey (1359) ; Culetium (1580) ; Cully (1700) ; Cullei, Cussiliacum (1707) ; Culeium (1711).

Culey, jadis cussiliacum de cussy, cusse : « butte, talus ».

Cette forme -ey est, généralement, la forme terminale des noms en -iacum dans l’est de la France, à l’exception du canton de Vaucouleurs dans la Meuse, Culey en est un exemple.

## Histoire
Faisait partie avant 1790 du Barrois mouvant, dans l'office et prévôté de Pierrefitte.
En 1973, les communes de Culey et Loisey fusionnent pour former la commune associée de Loisey-Culey. Au 1er janvier 2014, la commune devait retrouver son indépendance, mais la procédure est reportée au 1er janvier 2015, ne pouvant avoir lieu dans l'année précédant une échéance électorale. Cependant, lors des élections municipales de 2014, un maire est élu pour la commune, et finalement, par décision du tribunal le 1er juillet 2014, Culey est indépendante.

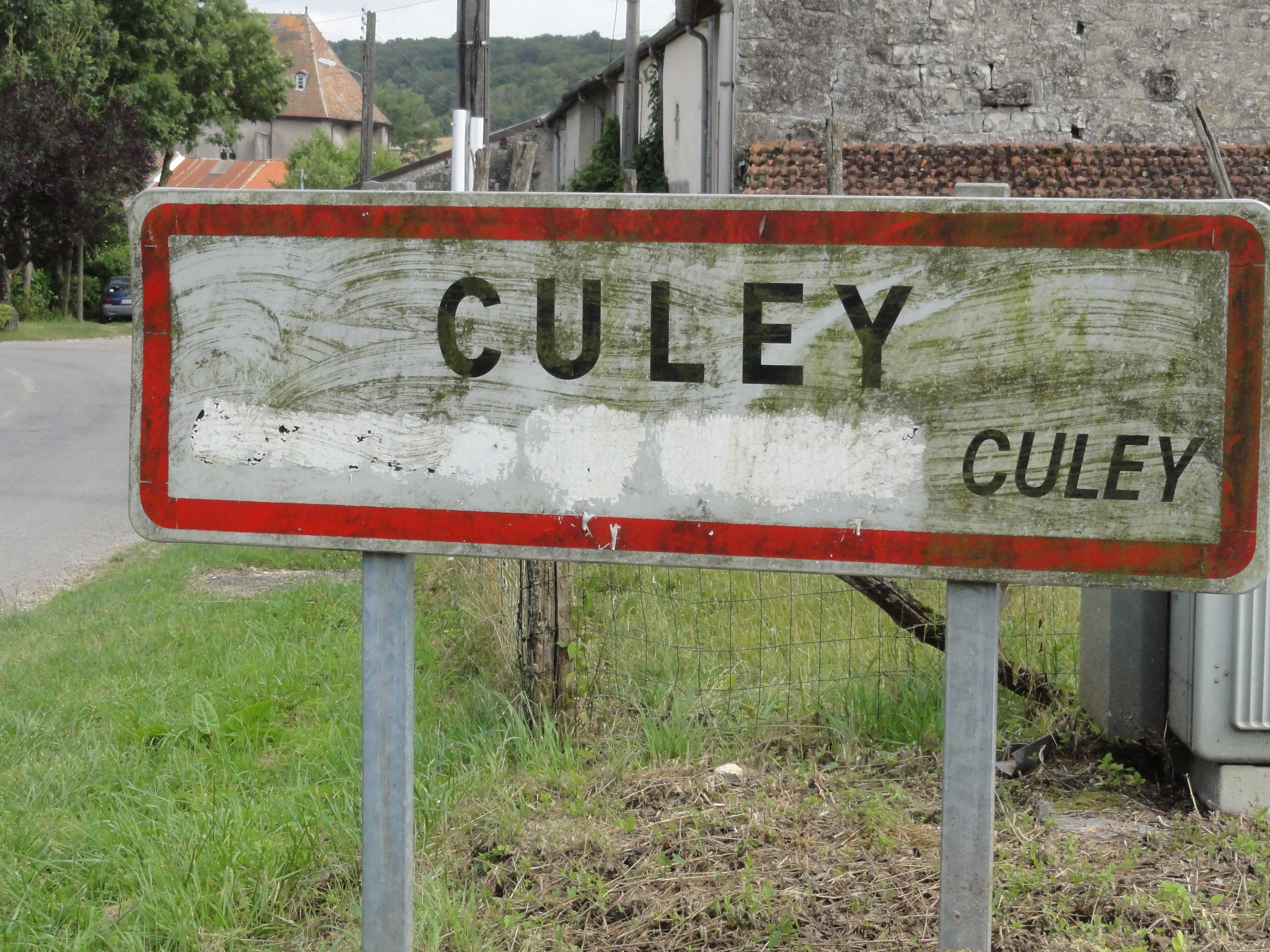
Panneau d'entrée de Culey, anciennement commune de Loisey-Culey.
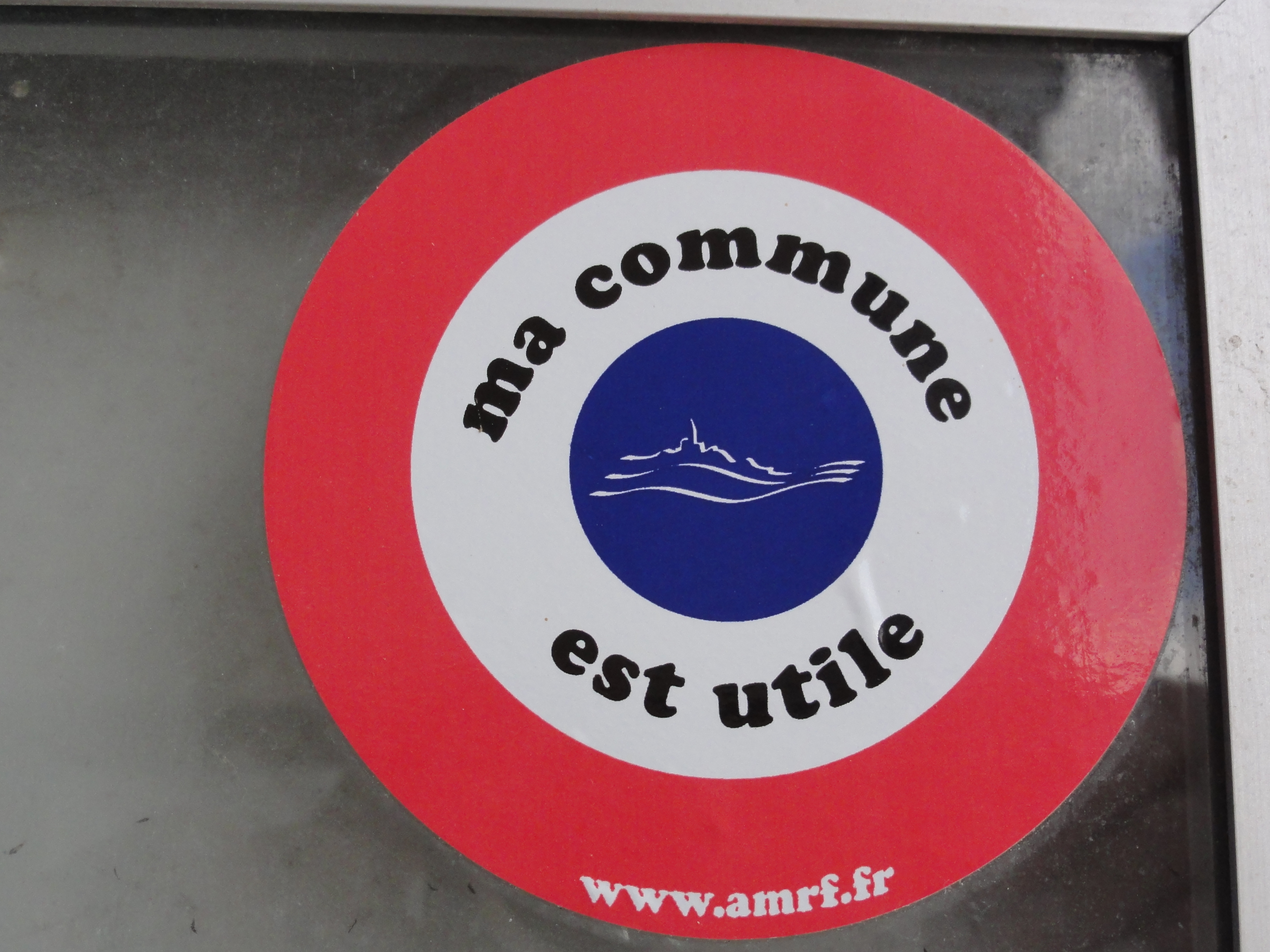
Culey commune indépendante : Ma commune est utile.

Culey a abrité une des premières associations cultuelles « schismatiques », après la séparation de l'église et de l'état,

## Politique et administration
| Période   | Période  | Identité                                       | Étiquette | Qualité     |
| --------- | -------- | ---------------------------------------------- | --------- | ----------- |
| mars 2014 | En cours | Lyderic Enchery Réélu pour le mandat 2020-2026 |           | Agriculteur |

### Budget et fiscalité 2023

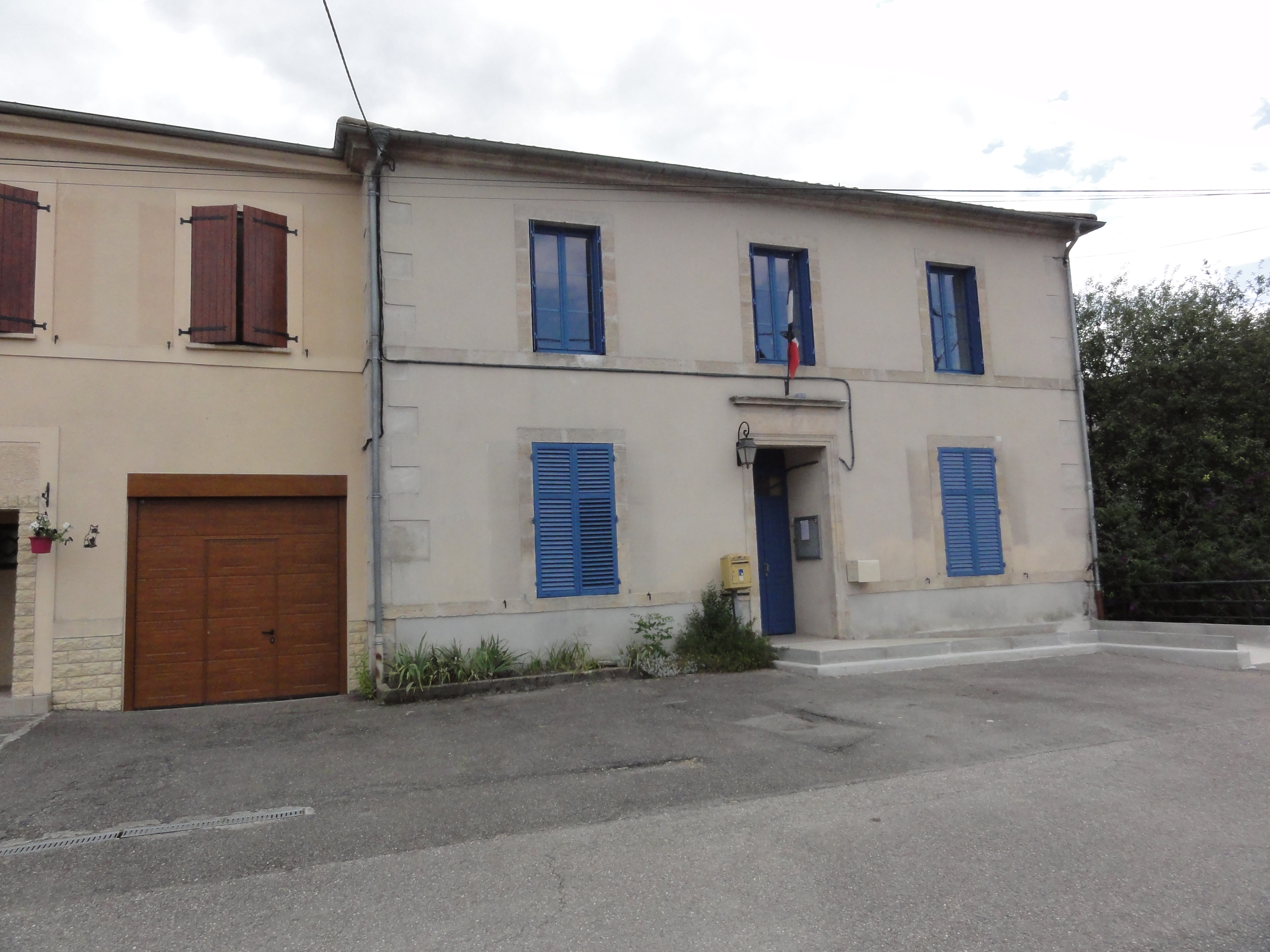
La mairie.

En 2023, le budget de la commune était constitué ainsi :
- total des produits de fonctionnement : 82 000 €, soit 628 € par habitant ;
- total des charges de fonctionnement : 57 000 €, soit 437 € par habitant ;
- total des ressources d'investissement : 339 000 €, soit 2 619 € par habitant ;
- total des emplois d'investissement : 76 000 €, soit 583 € par habitant ;
- endettement : 150 000 €, soit 1 154 € par habitant.

Avec les taux de fiscalité suivants :
- taxe d'habitation : 4,84 % ;
- taxe foncière sur les propriétés bâties : 42,00 % ;
- taxe foncière sur les propriétés non bâties : 11,90 % ;
- taxe additionnelle à la taxe foncière sur les propriétés non bâties : 0,00 % ;
- cotisation foncière des entreprises : 0,00 %.

Chiffres clés Revenus et pauvreté des ménages en 2021 : médiane en 2021 du revenu disponible, par unité de consommation : 23 870 €.

## Population et société

### Démographie
L'évolution du nombre d'habitants est connue à travers les recensements de la population effectués dans la commune depuis 1793. Pour les communes de moins de 10 000 habitants, une enquête de recensement portant sur toute la population est réalisée tous les cinq ans, les populations de référence des années intermédiaires étant quant à elles estimées par interpolation ou extrapolation. Pour la commune, le premier recensement exhaustif entrant dans le cadre du nouveau dispositif a été réalisé en 2017.

En 2022, la commune comptait 124 habitants, en évolution de −16,78 % par rapport à 2016 (Meuse : −4,4 %, France hors Mayotte : +2,11 %).
| 1793 | 1800 | 1806 | 1821 | 1831 | 1836 | 1841 | 1846 | 1851 |
| ---- | ---- | ---- | ---- | ---- | ---- | ---- | ---- | ---- |
| 478  | 479  | 466  | 490  | 457  | 422  | 438  | 440  | 417  |

| 1856 | 1861 | 1866 | 1872 | 1876 | 1881 | 1886 | 1891 | 1896 |
| ---- | ---- | ---- | ---- | ---- | ---- | ---- | ---- | ---- |
| 385  | 368  | 368  | 323  | 310  | 294  | 293  | 270  | 243  |

| 1901 | 1906 | 1911 | 1921 | 1926 | 1931 | 1936 | 1946 | 1954 |
| ---- | ---- | ---- | ---- | ---- | ---- | ---- | ---- | ---- |
| 245  | 218  | 203  | 170  | 184  | 190  | 184  | 157  | 177  |

| 1962 | 1968 | 2013 | 2014 | 2015 | 2016 | 2017 | 2022 | - |
| ---- | ---- | ---- | ---- | ---- | ---- | ---- | ---- | - |
| 220  | 197  | 158  | 157  | 152  | 149  | 141  | 124  | - |

## Économie

### Entreprises et commerces

#### Commerces
- Commerces et services de proximité[23].

## Culture locale et patrimoine

### Lieux et monuments
- Église Saint-Mansuy de Culey, classée au titre des monuments historiques en 1912[24].

Patrimoine mobilier :
chasuble blanche.
quatre statuettes et leur niche : Les Évangélistes.
autels et retables de la Vierge et de Saint-Nicolas.
statue : Vierge à l'Enfant.
- Croix de chemin située sur la route de Loisey à la sortie du village de Culey inscrite sur l'inventaire supplémentaire des monuments historiques en 1932[29].
- Lavoir[30].
- Moulin à eau[31],[32].
- Monument aux morts[33],[34].

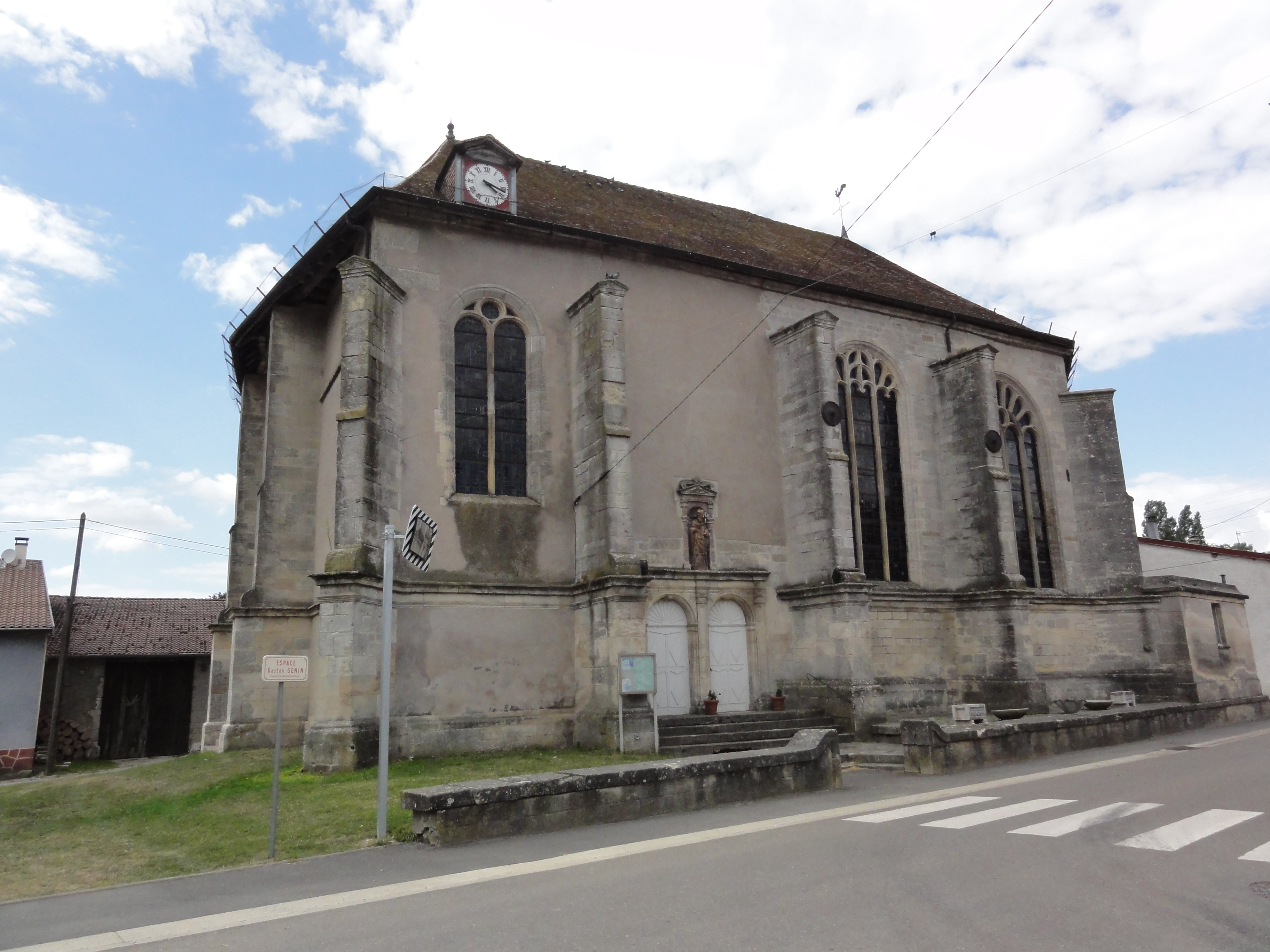
Église Saint-Mansuy.
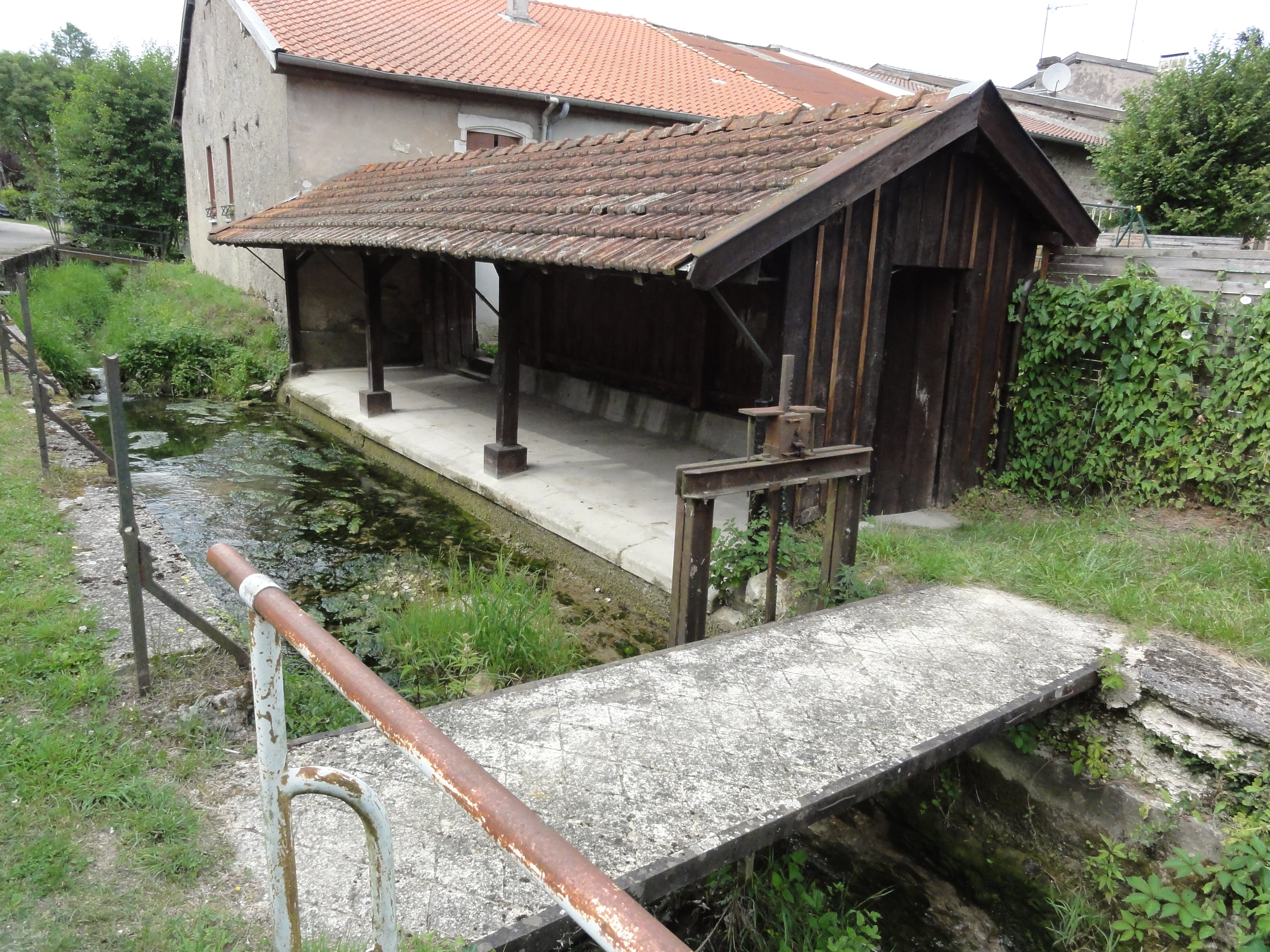
Lavoir.
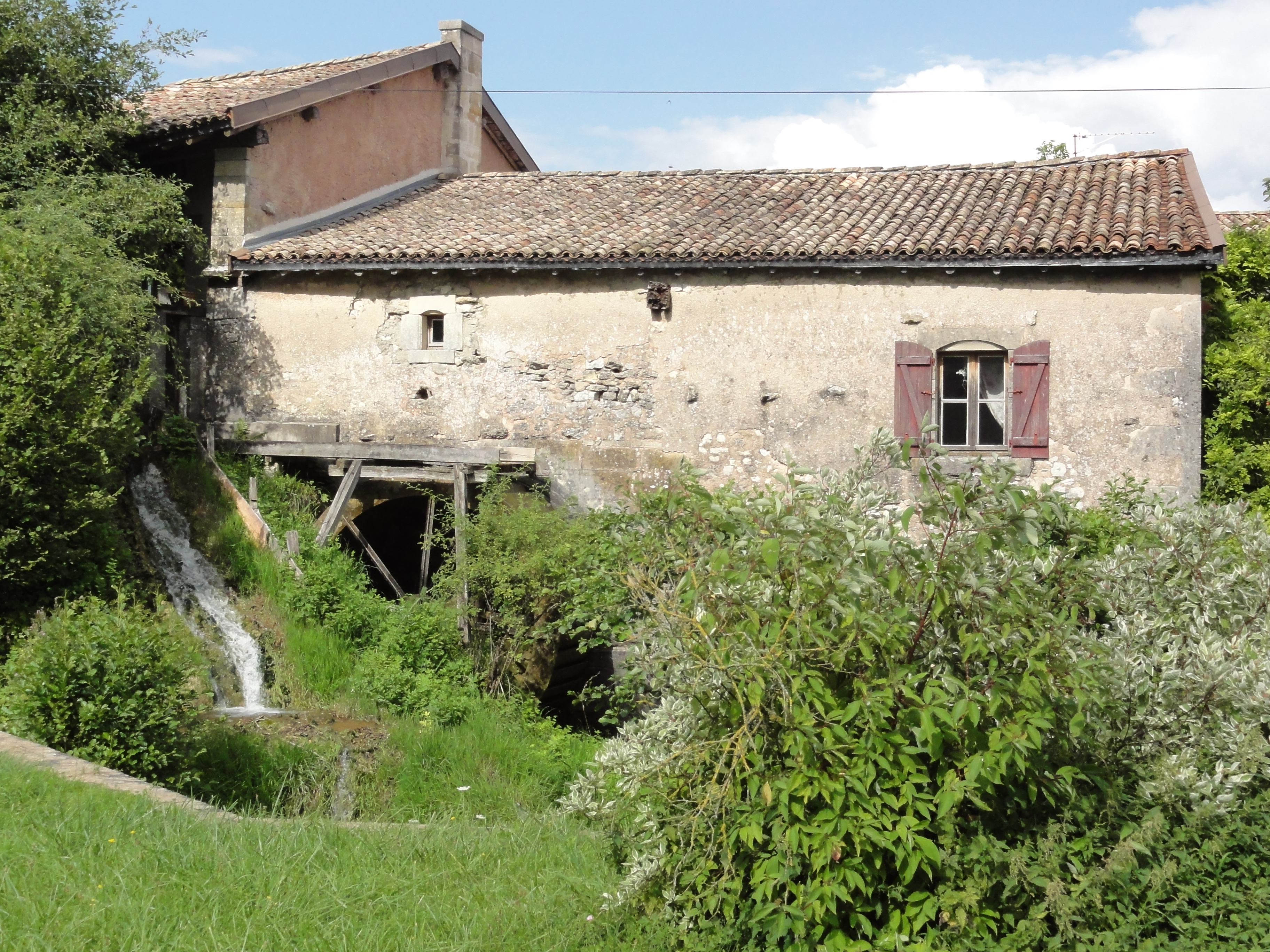
Moulin à eau en 2016.

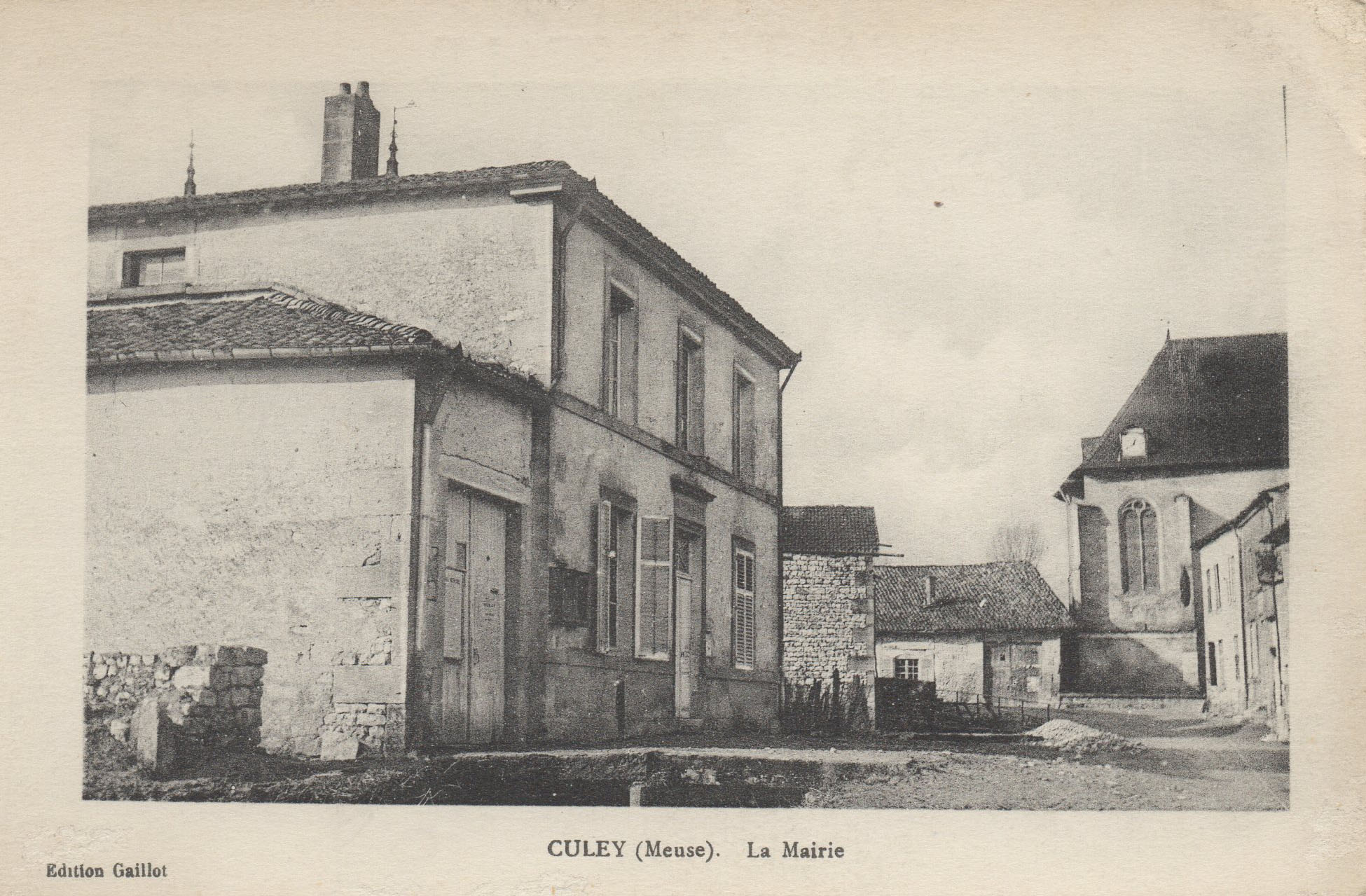
La mairie en 1916.
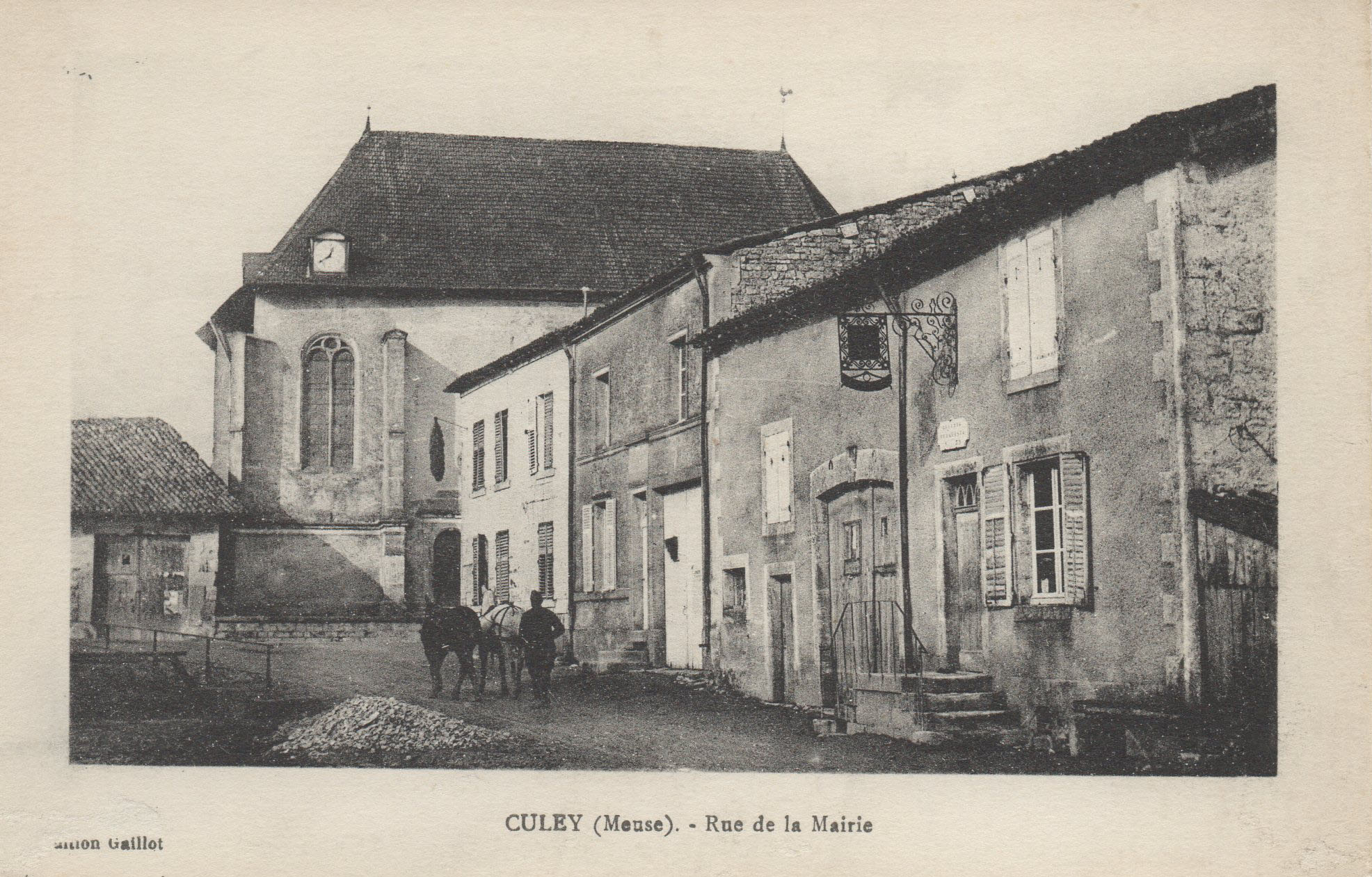
La rue de la mairie en 1916.
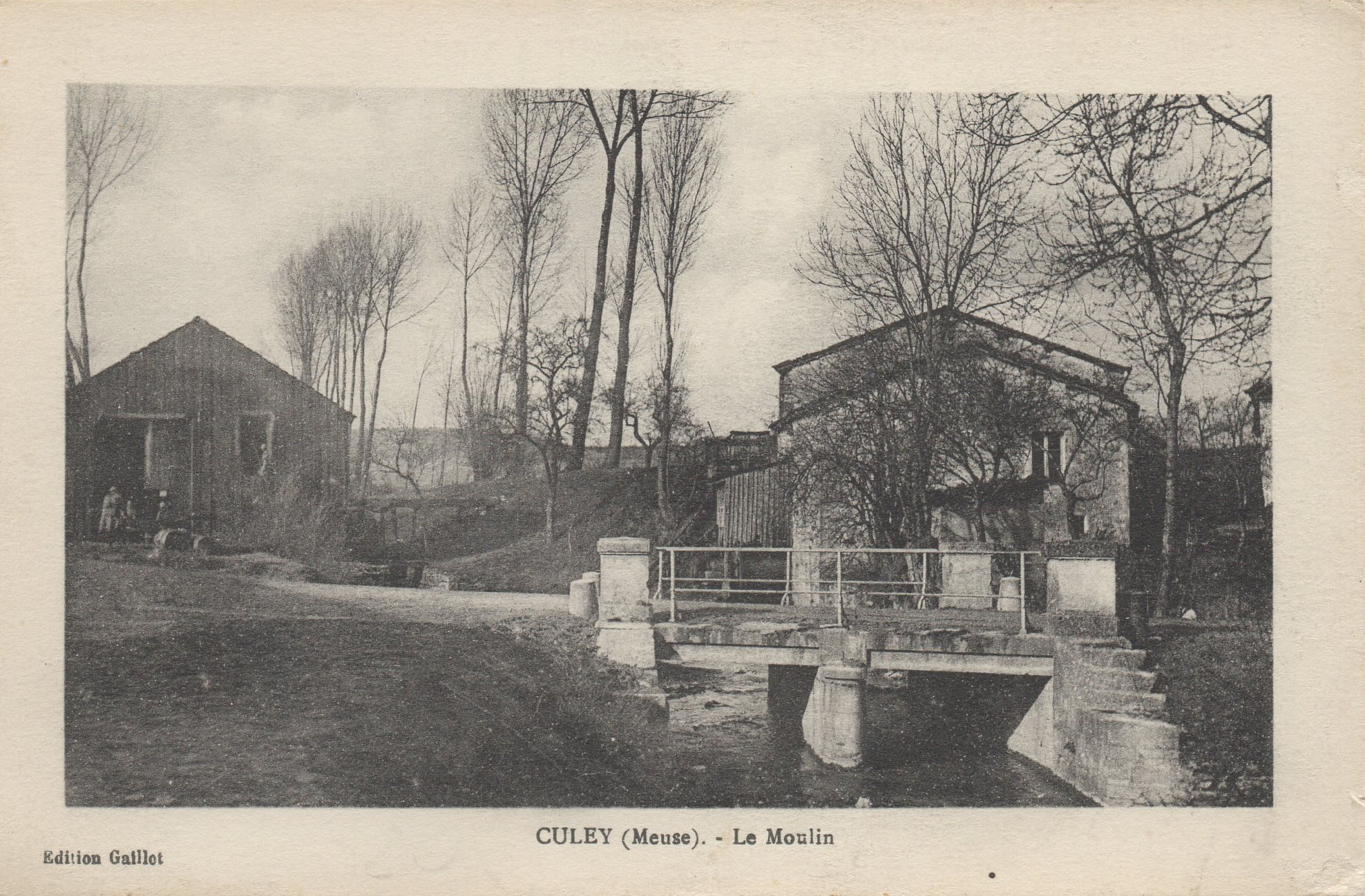
Le moulin du village en 1916.

### Personnalités liées à la commune
- Médaillés de Sainte-Hélène de Culey[35].
- Médaillés de Sainte-Hélène de Loisey[36].

### Héraldique
| Blason de Culey | Blason  | Coupé voûté d'or à la palombe d'azur, becquée et colletée d'argent, volant en fasce accompagnée de deux cors de chasse de gueules mis en chevron renversé et de sinople à l'agneau pascal couché, la hampe à la croix celtique d'or. |
| Blason de Culey | Détails | Le coupé voûté évoque une butte qui fait allusion au toponyme de la commune jadis cussiliacum (butte, talus). L'agneau symbolise saint Mansuy (mensuetus : douceur) et la croix celtique l'origine du saint. La palombe entretient le souvenir de Gaston Génin (1901-1936), pionnier de l'aéropostale, natif de Culey. Les cors de chasse indiquent que les ducs de Bar possédaient un relais de chasse dans la forêt Sainte-Geneviève. Armoiries composées par R. A. Louis et adoptées par la commune le 7 novembre 2014. |

## Sites externes
- Commune de Culey
- (fr) Le patrimoine architectural et mobilier de la commune sur le site officiel du ministère français de la Culture (Bases Mérimée, Palissy, Palissy, Mémoire, ArchiDoc), Médiathèque de l'architecture et du patrimoine (archives photographiques) diffusion RMN, et service régional de l'inventaire général de la direction de la Culture et du Patrimoine de la Région

Le patrimoine de la commune sur www.pop.culture.gouv.fr/
- (fr) Site de la Direction Régionale de l’Environnement, de l'Aménagement et du Logement (DREAL)